# Farouk Rouzimatov
 (juin 2017).
Farouk Sadoullaïevitch Rouzimatov (en russe : Фарух Садуллаевич Рузиматов), né le 26 juin 1963 à Tachkent (RSS d'Ouzbékistan, URSS) est un danseur de ballet russe, d'origine ouzbèke. Il a été directeur artistique du ballet du Théâtre Michel de Saint-Pétersbourg de 2007 à 2009. Il est maître de ballet et dirige le ballet du théâtre musical d'État de Rostov, depuis 2014.

## Biographie
Son père, Sadoullo Charikovitch Rouzimatov (né en 1941), était enseignant en théorie musicale, et sa mère Maïa Amonovna Rouzimatova (née en 1943), était professeur de chant. Ancien élève de l'Académie russe de ballet Vaganova à Léningrad (aujourd'hui Saint-Pétersbourg), où il entre en 1973, il en sort en 1981 et il est intégré au corps de ballet du théâtre Kirov (aujourd'hui Mariinsky). Il devient danseur principal (équivalent d'étoile à l'Opéra de Paris) en 1986. Il a dansé avec les plus grandes interprètes russes de son temps, comme Nina Ananiachvili.
De 2007 à 2009, il est directeur artistique du ballet du Théâtre Michel de Saint-Pétersbourg. Sous sa direction, la troupe prépare sept spectacles nouveaux, fait des tournées à Londres, Venise, Tokyo et d'autres villes du Japon. Elle est nommée à Londres pour les National Dance Awards. En 2014-2015, il dirige le ballet du Théâtre musical de Rostov-sur-le-Don. De septembre à décembre 2018, il dirige le ballet national d'Ouzbékistan. Depuis mars 2021, il dirige le ballet du Théâtre d'opéra et de ballet de Novossibirsk,.
Il est doyen de la chaire de danse classique de l'Académie de ballet Vaganova de Saint-Pétersbourg,, il enseigne et donne aussi des master-class dans une école privée de danse de Saint-Pétersbourg.
De son premier mariage avec l'actrice et réalisatrice Olga Oboukhovskaïa, il a un fils prénommé Stanislav; de son second mariage avec Viktoria Koutepova, danseuse au Théâtre Mariinsky, il a un fils prénommé Daler.

## Répertoire
Parmi ses principaux rôles, on peut distinguer Albrecht dans Giselle, Solor dans La Bayadère, Ali dans Le Corsaire, le Prince Désiré dans La Belle au bois dormant, le Prince dans Casse-noisette, Siegfried dans Le Lac des cygnes, Basile dans Don Quichotte, Abderrahman dans Raymonda, l'esclave dans Schéhérazade, Le Boléro de Ravel, etc.

## Distinctions
- Artiste émérite de Russie en 1995
- Lauréat du concours international de ballet de Varna en 1983
- Lauréat du Prix Baltique en 1998 (conjointement avec Diana Vichneva)
- Artiste du Peuple de Russie en 2000
- Prix Benois de la danse

## Galerie

Photographies d'un ballet sur le requiem de Mozart
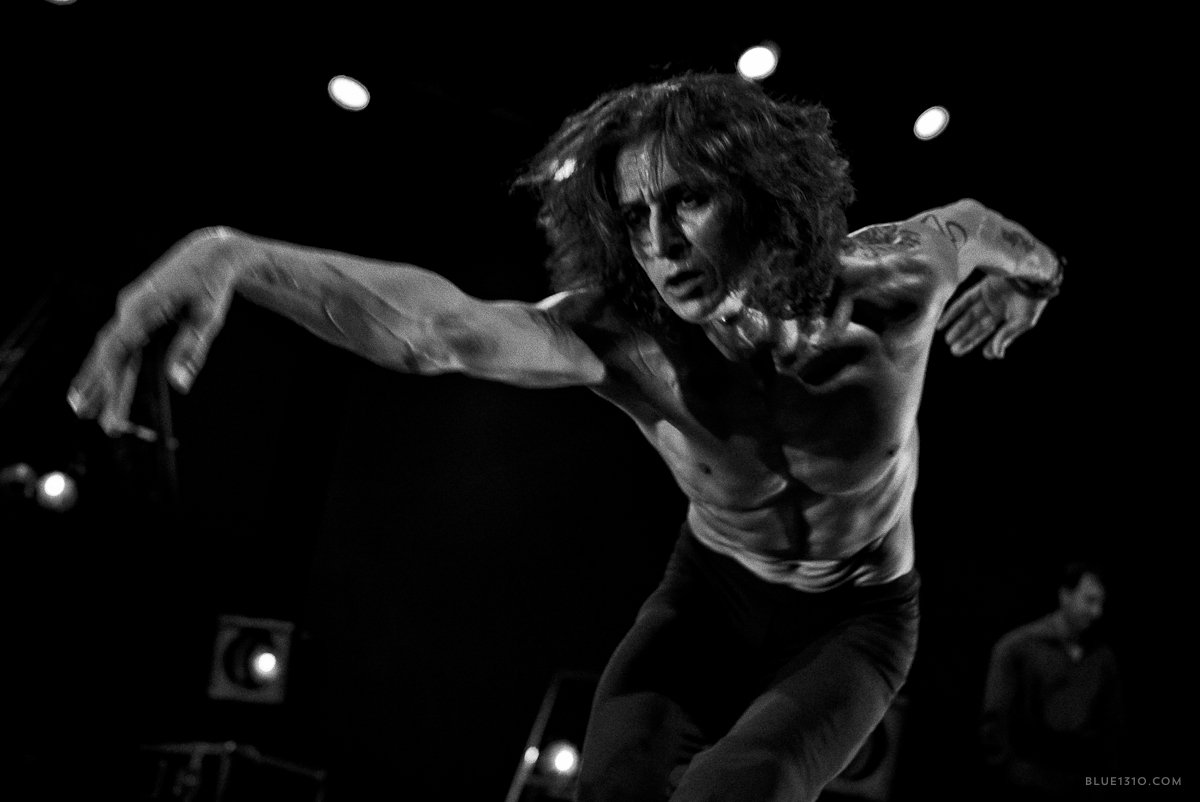
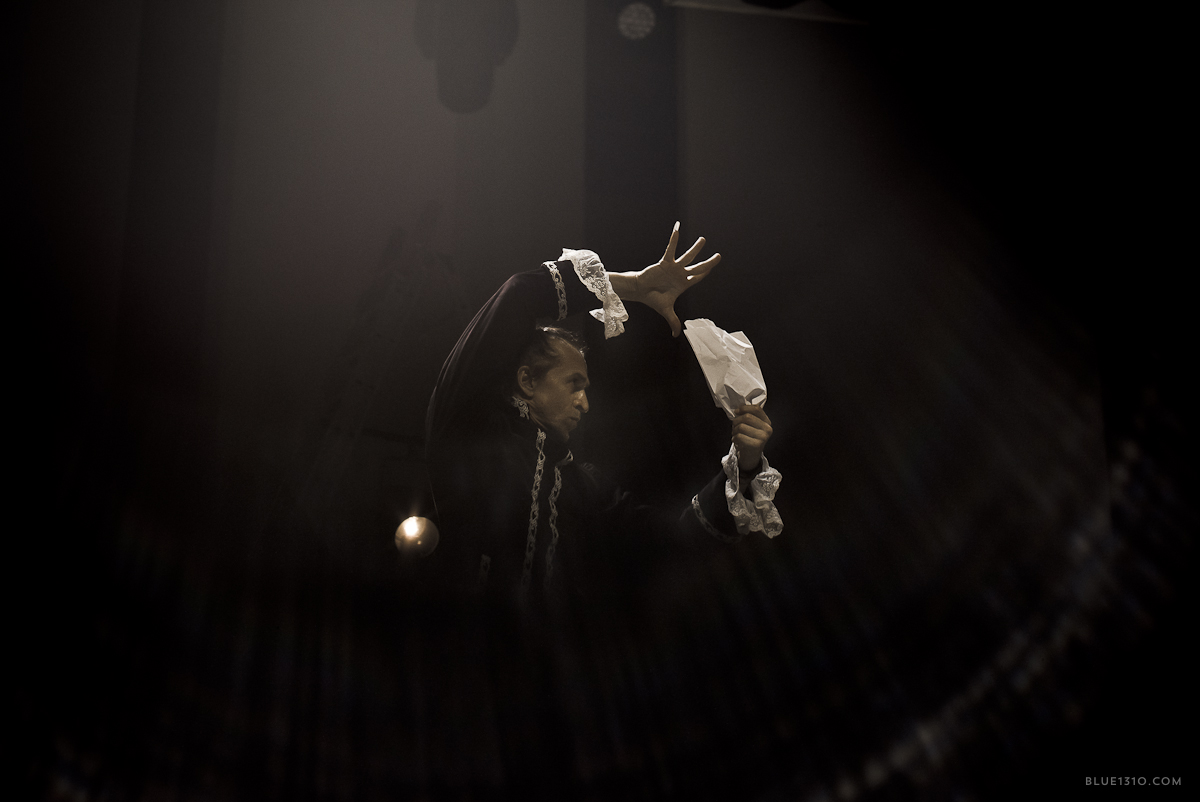
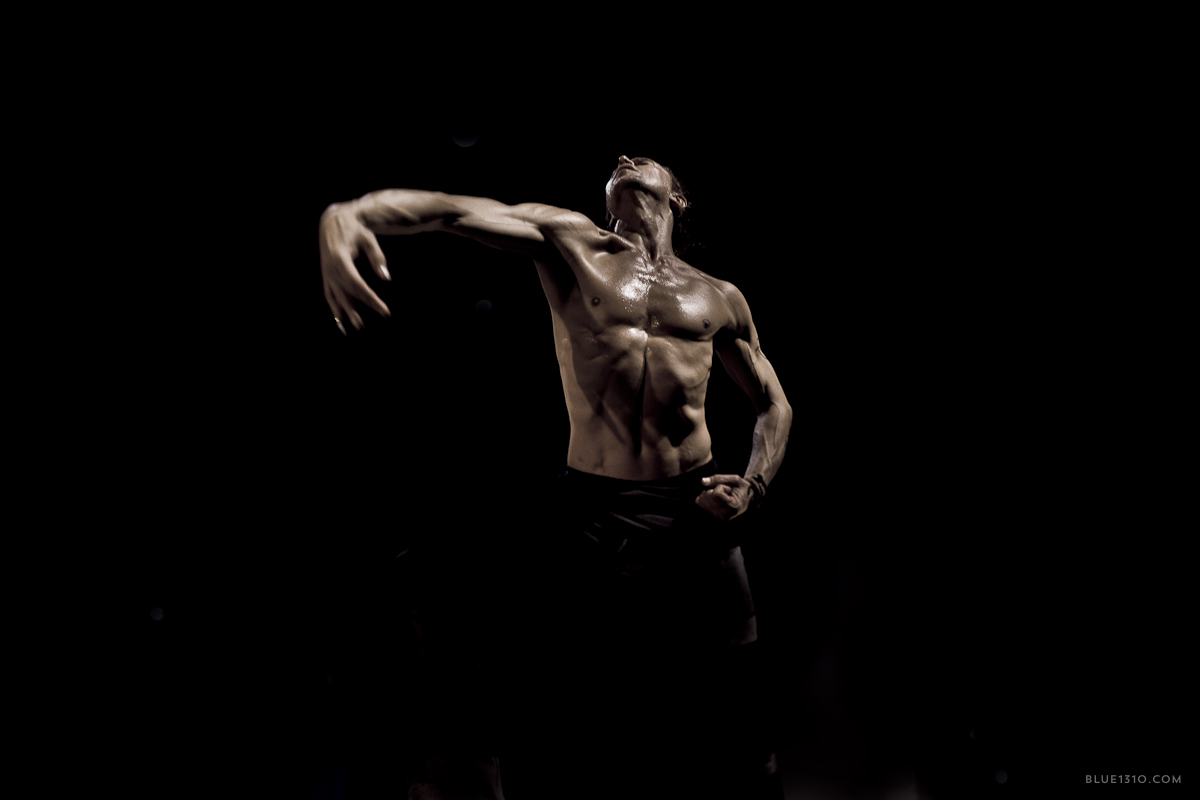